# 月季 (物种)
月季，又名四季花、月月红、月月花、长春花、稻春花、庚申蔷薇，为蔷薇科蔷薇属的一种，原產於中國中部的贵州、湖北、四川等地，現世界各地广泛栽培。

## 形态
矮小直立灌木；小枝有粗壮而略带钩状的皮刺或无刺。羽状复叶，小叶3到5片，少数7片，宽卵形或卵状矩圆形，长2-6厘米，宽1-3厘米，先端渐尖，基部宽楔形或近圆形，边缘呈锐锯齿状，两面无毛；叶柄和叶轴散生皮刺和短腺毛；托叶大部附生于叶柄之上，边缘有腺毛。花常以数朵聚生；花梗长，少数较短，散生短腺毛；花红色或玫瑰色，直径约5厘米，微香；萼裂片卵形，羽状分裂，边缘有腺毛。蔷薇果卵圆形或梨形，长1.5-2厘米，红色。廣泛用於園藝栽培和切花，被世界各地所喜愛，外形與許多薔薇屬植物相似，英文中就稱為「中國薔薇」（Chinese Rose），與薔薇屬其他物種雜交後培育出多種顏色且花型各异的品種，並被冠以各種名稱。
月季是很多现在园艺月季（雜交月季，Rosa hybrida）品种的亲本:例如:Bourbons，Chinas，Hybrid Perpetuals，Noisettes及Teas相關，其提供了長花期，四季開花，枝條主要向上生長與花序突出開放於植株頂部等適合商業利用的特性。目前的杂交月季品种十分丰富，有树状月季、藤本月季、丰花月季、大花月季、地被月季、微型月季。

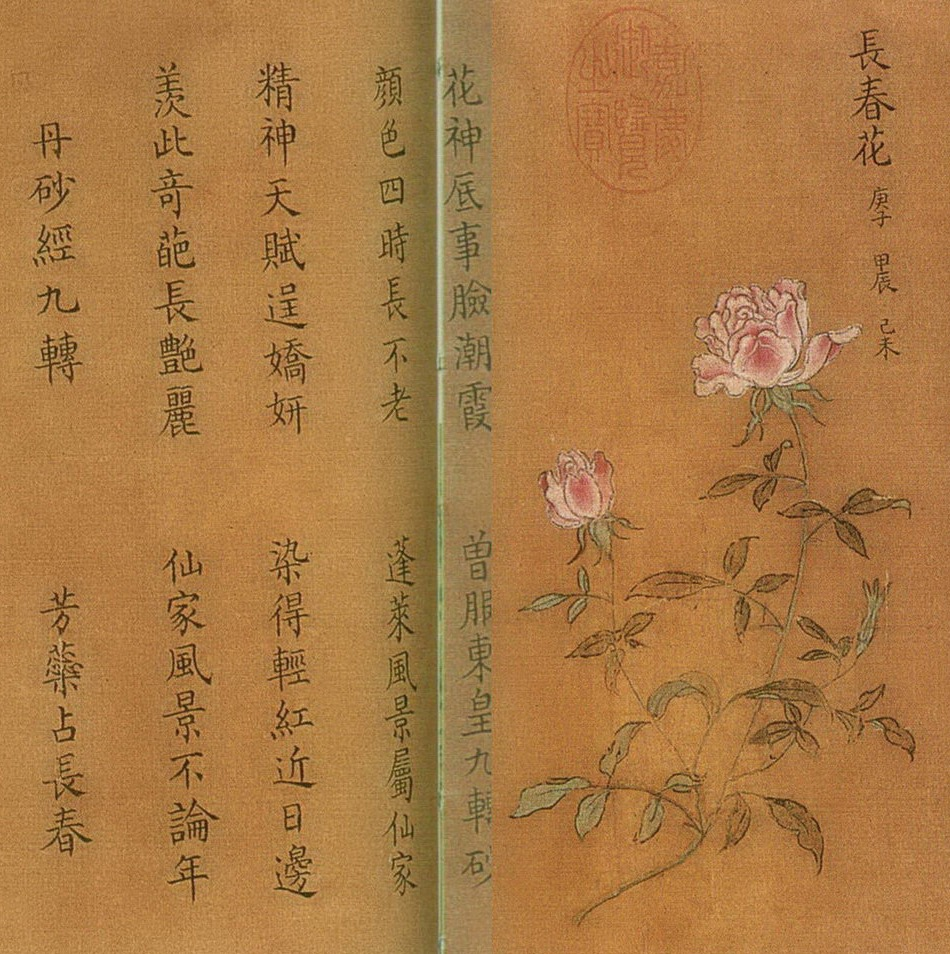
《百花圖卷·長春花》（13世紀）
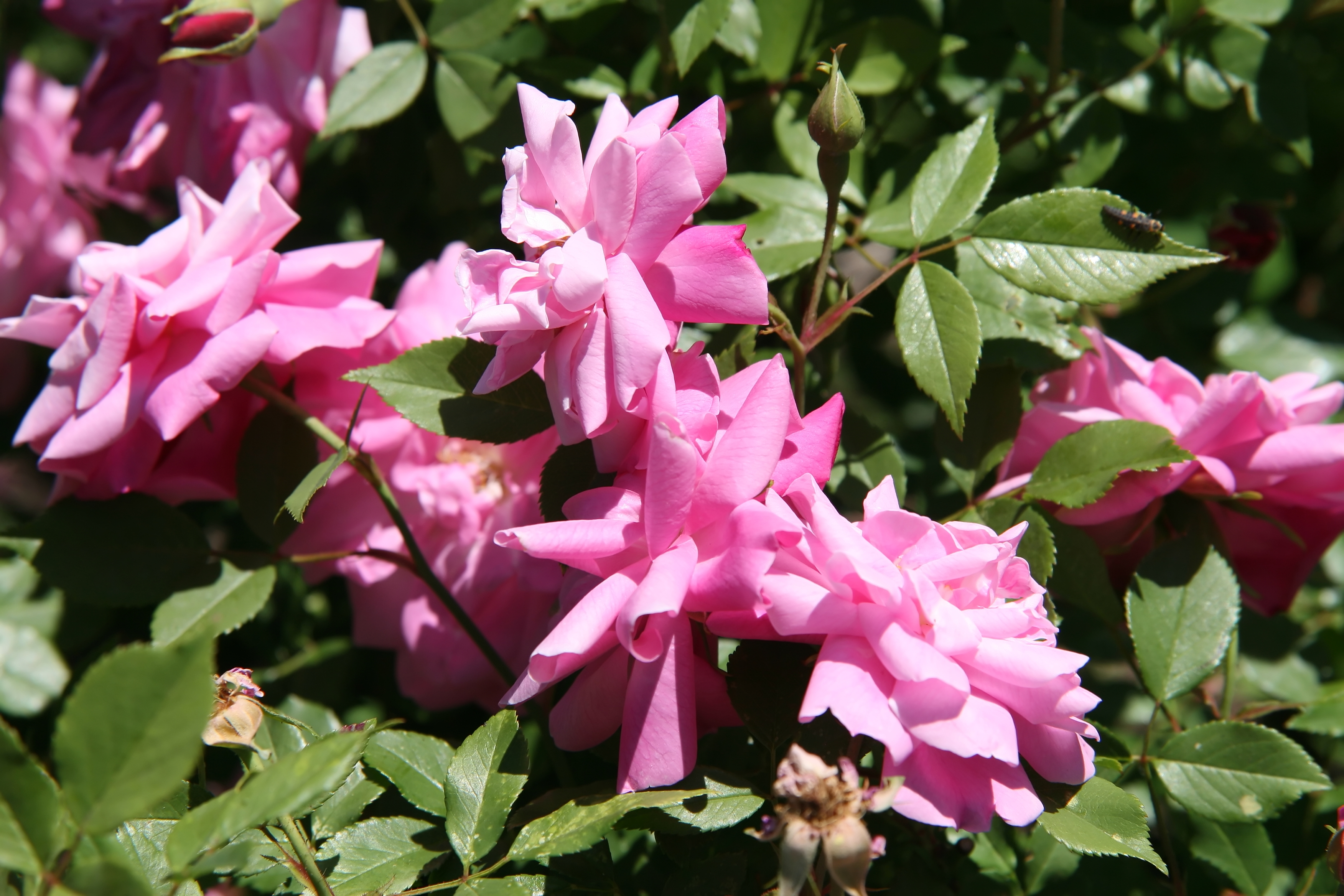
长春花
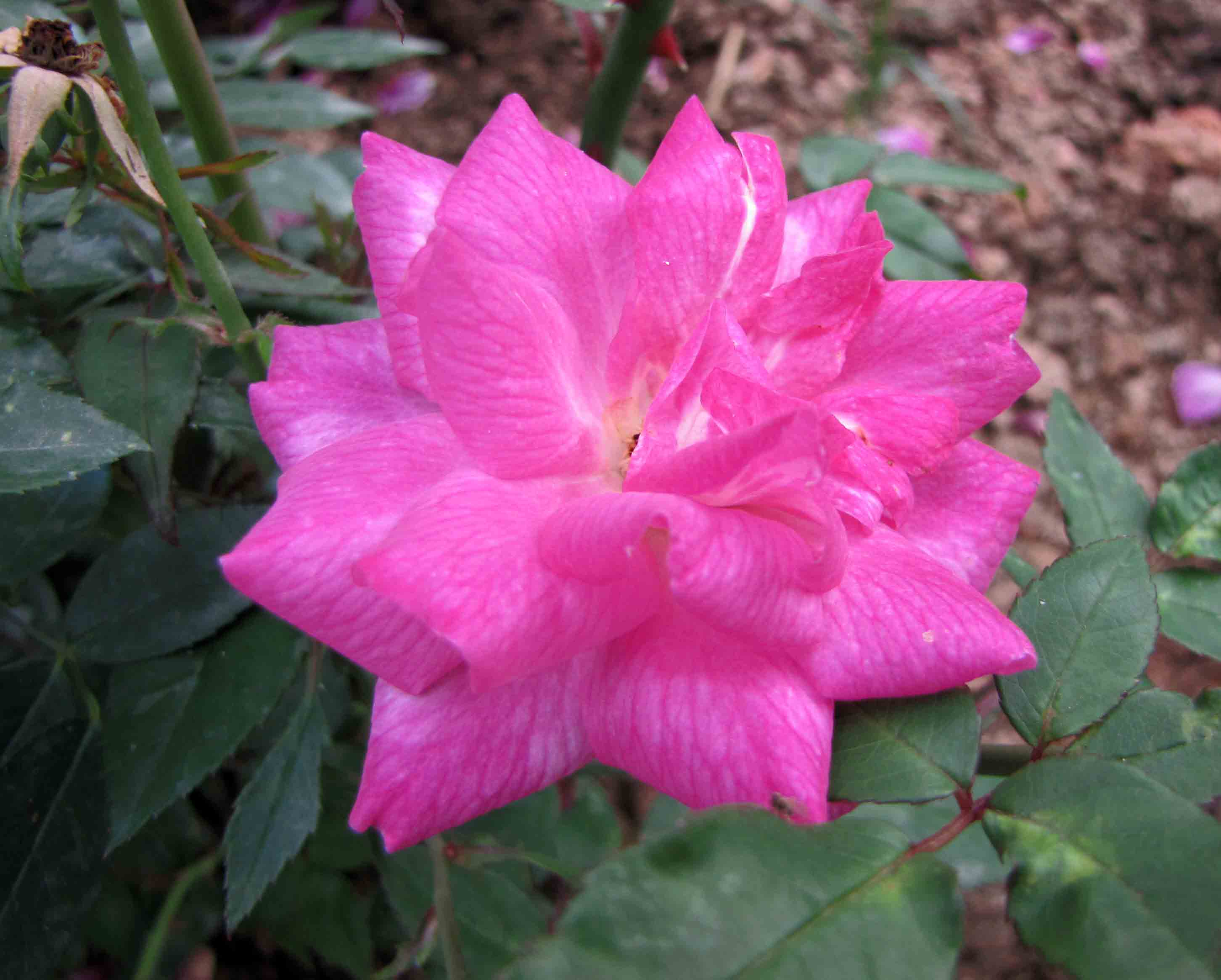
长春花
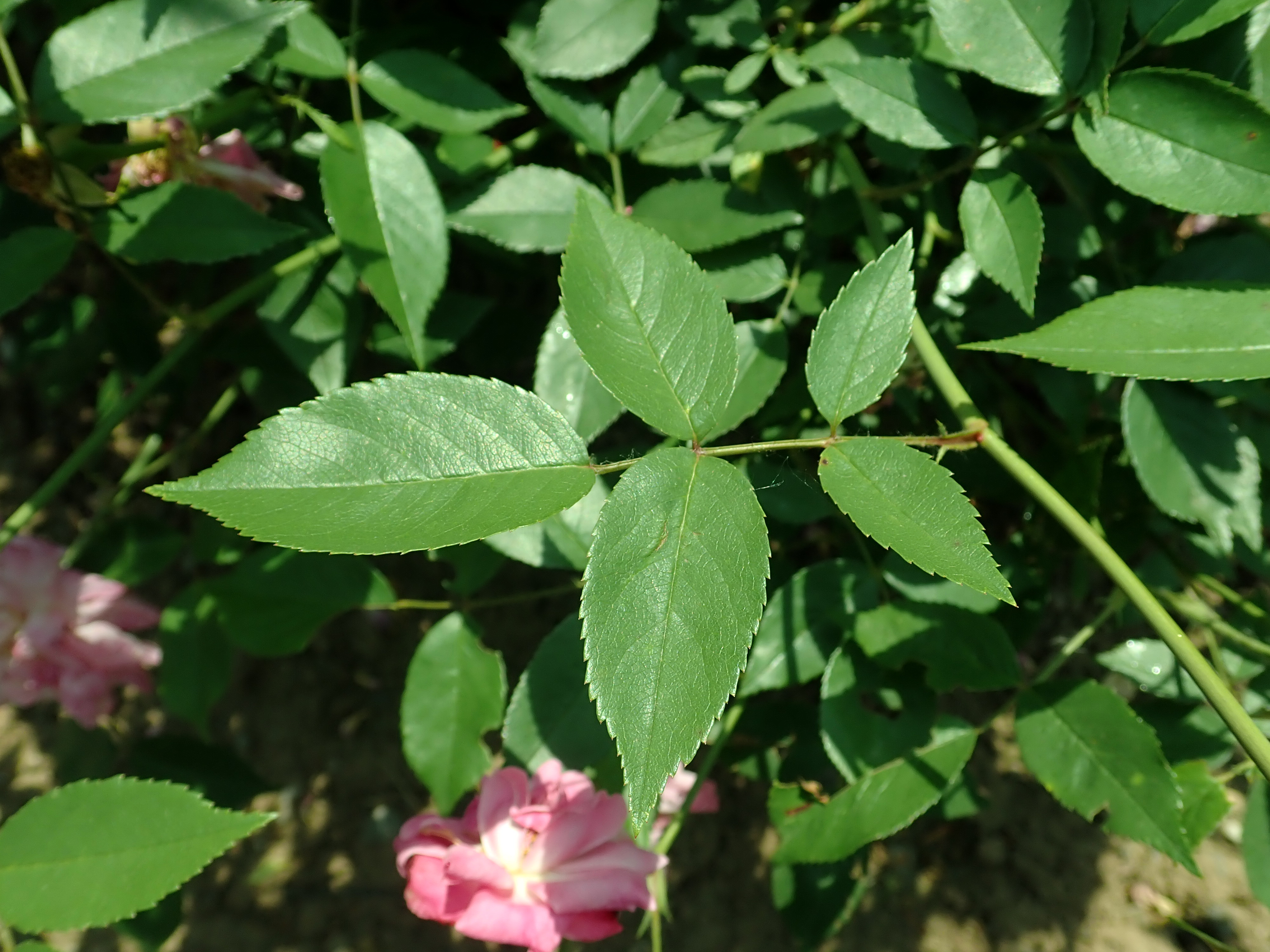
叶片形态

## 延伸阅读
[在维基数据编辑]
 《欽定古今圖書集成·博物彙編·草木典·月季部》，出自陈梦雷《古今圖書集成》
 《植物名實圖考·月季》，出自吳其濬《植物名實圖考》